# Хлань, Максим Сергеевич
Макси́м Серге́евич Хлань (укр. Максим Сергійович Хлань; род. 27 января 2003, Житомир) — украинский футболист, полузащитник клуба «Гурник» и молодёжной сборной Украины.

## Клубная карьера
Максим Хлань, родился в Житомире, начал заниматься футболом в академии киевского «Динамо», после чего в 2015 году попал в школу львовских «Карпат».
Он дебютировал в составе первой команды «Карпат» в матче Премьер-лиги в рамках львовского дерби против «Львова» 27 июня 2020, заменив на 75 минуте Владимира Танчика. Этот матч так и остался единственным для игрока, а команда по итогам сезона была исключена из высшего дивизиона.
В январе 2021 подписал контракт с луганской «Зарёй».
4 сентября 2023 года в качестве свободного агента в присоединился к польскому клубу «Лехия».

## Достижения

### Командные
«Заря»
- Бронзовый призёр чемпионата Украины: 2022/23

«Лехия»
- Победитель Первой лиги Польши: 2023/24

Сборная Украины
- Победитель турнира в Тулоне: 2024

### Личные
- Лучший игрок Тулонского турнира: 2024[5]